# Beta Aquarii
Désignations
Beta Aquarii (β Aqr / β Aquarii, Bêta Aquarii) dans la Désignation de Bayer  est l'étoile la plus brillante de la constellation du Verseau. Elle porte le nom traditionnel Sadalsuud.

## Nomenclature
Sadalsuud est le nom propre pour Beta Aquarii / β Aqr approuvé par l’Union astronomique internationale (UAI). C’est l’arabe سعد السعود Saᶜd al-Suᶜūd, « la Propice des Propices », qui est le nom de la XXIVe des manāzil al-qamar ou « stations lunaires », qui s’applique au groupe βξ Aqr. Cette appellation est due, selon ᶜAbd al-Raḥmān al-Sūfī al-Ṣūfī (964), au fait que l’« on se trouve si bien en sa présence ». Il ajoute en parlant de cet astérisme et de deux voisins immédiats, سعد البلع Saᶜd al-Bulaᶜ qui le précède et سعد الملك Saᶜd al-Malik qui le suit : « Lorsqu’ils se lèvent, les pluies commencent et lorsqu’ils se couchent, les vents malsains cessent, la fécondité abonde ». Le superlatif exprimé par سعد السعود Saᶜd al-Suᶜūd, cohérent avec cette qualité, ait été une manière de rendre hommage au nom premier سعد '’Saᶜd lui-même un nom de divinité qui figurait dans le comput arabe antique des anwā ou « levers stellaires ». 

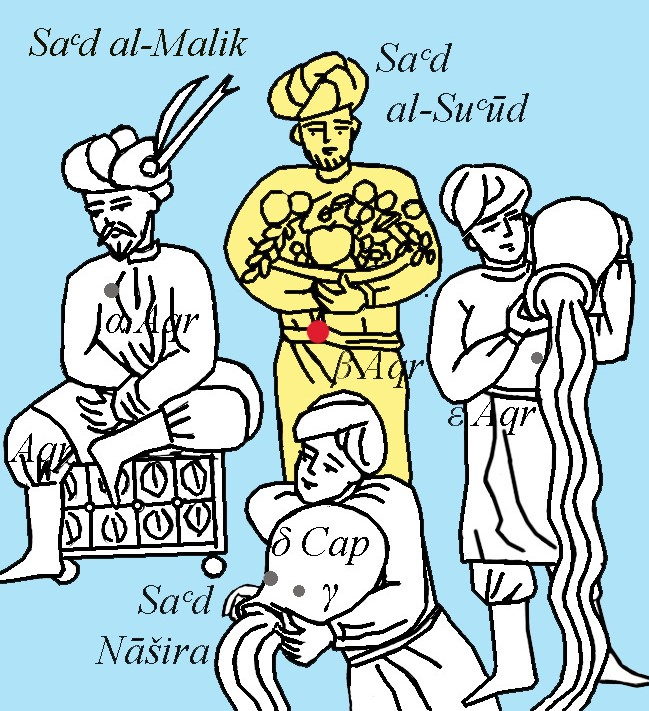
La figure de سعد الملك Saᶜd al-Suᶜūd dans le ciel arabe traditionnel (Dessin de Roland Laffitte).

Dans sa traduction du یجِ سلطانی Zīğ-i Sulṭānī ou « Tables sultaniennes » d’Uluġ Bēg (1437), Thomas Hyde (1665) transcrit Sa'd AlSüûd, ce qui est repris aussi bien par Johann Elert Bode (1801) sous la forme Sa’d es saud pour βξ Aqr , par le biais du philologue Friedrich Wilhelm Lach (1796), que par Giuseppe Piazzi (1814) sous la forme Sadalsuud pour la seule étoile β Aqr. C’est cette dernière forme qui, malgré nombre de variantes dans les catalogues du XIXe, a pu s’imposer grâce à Richard Allen (1899).
Nir Saad al Saoud est une variante du nom Sadalsuud pour Beta Aquarii / β Aqr. C’e   st l’arabe نيّرسعد السعود Nayyir Saᶜd al-Suᶜūd « la Brillante de la Propice des Propices », donné par l’Égyptien Muḥammad al-Aḫsāsī al-Muwaqqit (XVIIe s.), l’autre étoile de ce couple étant est ξ Aqr, dans la transcription du nom donnée par Edward Ball Knobel. C’est cette transcription qui a donné le nom circulant aujourd’hui dans les catalogues de la toile. 

## Propriétés
Sadalsuud a une magnitude apparente de +2,90. Elle est de  type spectral G0Ib et est à environ 610 années-lumière de la Terre. Elle fait partie d'un type rare d'étoiles appelées supergéantes jaunes.